# Oranmore
Oranmore (irl. Órán Mór) – miasto w zachodniej części hrabstwa Galway w prowincji Connacht w Irlandii, położone nad zatoką Galway. W 2011 roku liczba mieszkańców wynosiła 4799 osób.